# Bushmanland
Bushmanland era un bantustan de l'antiga Namíbia. Tenia una extensió de 23.927 km² i fou establerta en 1970, destinada per a l'ús del grup ètnic més antic d'Àfrica del Sud-oest, els sans (també dits boiximans), la població del qual en 1960 era de 12.000 habitants (estimada en l'actualitat entre 33.000 i 45.000). La llengua parlada pels san és un tipus de khoisan. El poble de Tsumkwe (població en 2001: 550 habitants) va ser considerada capital administrativa del territori a pesar que mai es va establir un govern regional.